# Ciclopropenă
Ciclopropena este o hidrocarbură ciclică nesaturată, fiind cea mai simplă cicloalchenă, și are formula chimică C3H4. Este un gaz incolor. Nu este întâlnită în natură, însă unii derivați ai săi sunt fac parte din structura moleculelor de acizi grași. Derivații săi sunt folosiți pentru controlul procesului de coacere al unor fructe.

## Structură
Molecula de ciclopropenă are o structură triunghiulară. Lungimea mult mai mică a legăturii dubele specifice alchenelor, comparată cu cea a legăturii simple, face ca unghiul opus laturii cu legătura dublă să se micșoreze la aproximativ 51° (în loc de 60°, cum este în cazul ciclopropanului). Analog ciclopropanului, legăturile de tip carbon-carbon din catena ciclică au un caracter p pronunțat, astfel că hibridizarea atomilor de carbon implicați în dubla-legătură este sp2.

## Proprietăți
La 425 °C, ciclopropena suferă o reacție de izomerizare, trecând în propină:
C3H4  →  H3C-C≡CH
Ciclopropena dă reacție Diels–Alder cu ciclopentadiena, când se obține endo-triciclo[3.2.1.02,4]oct-6-ena. Această reacție este de obicei folosită pentru identificarea ciclopropenei după sintetizarea sa.